# Hastulopsis elialae
Hastulopsis elialae é uma espécie de gastrópode do gênero Hastulopsis, pertencente a família Terebridae.